# Vretenasta kolobarnica
Vretenasta kolobarnica (znanstveno ime Tricholoma sejunctum) je gliva iz rodu kolobarnic (Tricholoma).

## Značilnosti
Klobuk ima premer od 3 do 8 cm.  Je rumenkaste, zelene, olivne barve, včasih z rjavim ali sivim odtenkom. Najprej je polkrožen s podvihanim robom, kasneje se skupaj z robom izravna in na sredini obdrži topo temnejšo grbico. Površina je prekrita s sprijetimi vlakni. V vlažnih razmerah je lepljiv.
Lističi so gosti, široki in na zobčani. So bele barve z rumenkastimi robovi.
Bet je visok od 4 do 9 cm in debel od 1 do 3 cm. Je valjast in razširjen v dnišču. Pogosto je opazno vretenasto zasukan. Površina je prekrita s sprijetimi vlakni, belkasta, včasih z rumenim ali rumenozelenim odtenkom.
Meso je belo, le pod kožico klobuka rumenkasto. Na pritisk ne spremeni barve. Ima grenak okus in mokast vonj, ki včasih spominja na kumare.

## Razširjenost in življenjski prostor
Je široko razširjena po Evropi in Severni Ameriki.
Je mikorizna gliva. Raste jeseni v skupinah v listnatih, iglastih in mešanih gozdovih.

## Mikroskopske značilnosti
Trosni odtis je bele barve. Trosi so ovalni, gladki, neamiloidni in merijo 5–7,5 x 4–6 μm. Nima cistid, na hifah ni miceljiskih zaponk.

## Podobne vrste
- zelenkasta kolobarnica (Tricholoma equestre) ima rumenkaste lističe
- milnata kolobarnica (Tricholoma saponaceum) ima vonj po pralnem milu
- zelena mušnica (Amanita phalloides) ima na betu obroček in v dnišču ostanek ovojnice

## Uporabnost
Strupena. Ponekod jo imajo za pogojno užitno in naj bi bila škodljiva samo surova, v drugih virih pa je navedena kot strupena goba, ki povzroča gastrointestinalni sindrom.